# Duralium

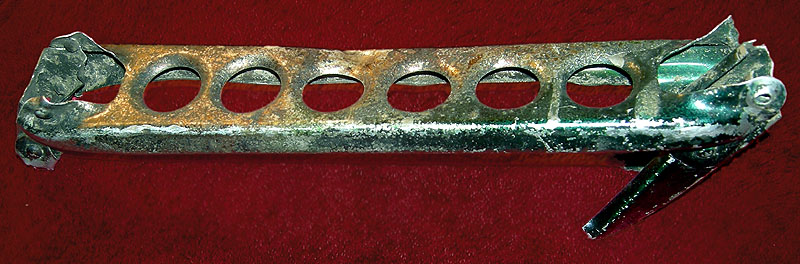
Pièce en duralium provenant du dirigeable LZ 129 Hindenburg récupérée après son accident à Lakehurst en 1937.

Le duralium , aussi appelé duralumin , duraluminum, duraluminium (en allemand), est un alliage à base d’aluminium (95 %), de cuivre (4 %), de magnésium (0,5 %) et de manganèse (0,5 %), découvert par erreur en 1908, par Alfred Wilm, à Düren en Allemagne.

## Description
Avant traitement thermique, l’alliage est ductile et malléable. Après traitement thermique, une réaction entre l’aluminium et le magnésium provoque une augmentation de la dureté et de la résistance à la traction.
Sa légèreté ainsi que d’autres propriétés physiques font qu’il est largement utilisé dans l’industrie aéronautique depuis les années 1920.
Sa résistance élastique est de l'ordre de 300 MPa et son module de Young est de 75 GPa.

## Dénomination
À la suite de diverses évolutions des normes de désignation des alliages d'aluminium pour corroyage, il s'est ensuite appelé « AU4G » (norme NF A 02-104) et désormais « 2017 » (norme NF A02-004 / EN 573-1).